# Thomas Fileccia
Thomas Fileccia (Marsiglia, 15 settembre 1999) è un giocatore di football americano francese che gioca come offensive tackle per i Paris Musketeers.
Dopo aver giocato per le giovanili e la prima squadra dei Blue Stars de Marseille si è trasferito ai finlandesi United Newland Crusaders e la stagione successiva è rimasto in Finlandia nei Kuopio Steelers. È quindi passato ai tedeschi Berlin Rebels e da lì in ELF, prima ai polacchi Panthers Wrocław, poi agli italiani Seamen Milano, per tornare infine in Francia ai Paris Musketeers.

## Palmarès
- 1 Vaahteramalja (Kuopio Steelers, 2020)